# François Fouquet (archevêque)
Pour les articles homonymes, voir François Fouquet.
François Fouquet ou Foucquet, né à Paris le 26 juillet 1611 et mort à Alençon le 19 octobre 1673, est un prélat français, frère du surintendant Nicolas Fouquet, disciple de saint Vincent de Paul.

## Biographie

### Début de carrière
François Fouquet est l'aîné des douze enfants de François IV Fouquet, alors maître des requêtes, et de Marie de Maupeou,.
Ayant acheté un office de conseiller au Grand Conseil (1632), il le changea ensuite pour celui de conseiller au parlement de Paris. Sa famille le destina cependant très jeune à la carrière ecclésiastique.
Nommé évêque de Bayonne en 1637, il fut sacré le 25 mars 1639 dans l'église du Grand-Jésus de la rue Saint-Antoine à Paris, par Claude de Rueil, évêque d'Angers. Dans ce diocèse, il combattit la coutume basque de la cohabitation avant mariage,,.
Il fut nommé abbé et baron de Saint-Sever à la mort d'Étienne de Virazel, évêque de Saint-Brieuc (21 juin 1641), abbaye qu'il résigna plus tard en faveur de François de Rebé (1656). Il fut de plus prieur de Chassignolles, ainsi que prieur et seigneur de Cassan qu'il réforma et fit entrer dans la congrégation de France (avril 1660).
Le 26 juin 1643, il permuta le siège de Bayonne avec celui de Jean Dolce, évêque d'Agde, ce qui fut confirmé par une bulle d'Urbain VIII. Il prit possession par procureur le 18 janvier 1644, fit son entrée solennelle dans Agde le 17 avril suivant et prêta serment de fidélité au roi au mois de septembre 1648. Pendant son pontificat on bâtit une nouvelle église sous l'invocation de saint Joseph dans l'île de Sète, achevée en 1652. À Agde, il lança aussi la construction d'un séminaire près de l'église Saint-André et établit un hôpital.

### Archevêché de Narbonne et exil
Le 17 décembre 1656, il fut nommé coadjuteur de Claude de Rebé, archevêque de Narbonne avec promesse de succession. Il céda l'évêché d'Agde à son frère Louis qui, pour question d'âge ne fut sacré qu'en 1659. François Fouquet succéda à Claude de Rebé à la mort de celui-ci le 17 mars 1659, et prit ainsi la présidence des États de Languedoc. Il prêta serment au roi pour son nouveau siège le 26 mars, et fit son entrée solennelle à Narbonne le 2 mai 1660,. En août 1661, il présida l'assemblée du clergé. Il prit sa charge au sérieux, visitant en 1659-1660 l'ensemble de ses paroisses. En 1660, il dirigea les travaux du synode du diocèse de Narbonne.
Enveloppé dans la disgrâce de son frère le surintendant, il fut exilé à Alençon en 1661, laissant un pouvoir général à son vicaire général Jean Dagen. La présidence des États fut désormais tenue par le second ecclésiastique de la province du Languedoc, Charles-François d'Anglure de Bourlemont puis Pierre de Bonzi, archevêques de Toulouse. Cependant, François Fouquet continua à se préoccuper de son diocèse : il fonda en 1672 un hôpital pour les incurables (hospice de la Miséricorde) et admit la même année les sœurs de l'institut de la Croix pour enseigner aux jeunes filles,, ; il fit encore publier de nouveaux statuts synodaux en 1667 et 1671,. Il poussa l'abbaye bénédictine de Caunes ainsi que le prieuré de Notre-Dame de Lamourguier à adhérer à la congrégation de Saint-Maur (1662),,. Il avait projeté d'établir un séminaire à Limoux, ainsi qu'une maison de missionnaires pour le Bas-Razès à Notre-Dame de Marceille qu'il confia aux Doctrinaires. À Alençon, il fit l'acquisition d'une maison pour les jésuites (1672).

### Disciple de saint Vincent de Paul
La famille Fouquet, à commencer par François IV, le père de l'archevêque de Narbonne et du surintendant, était proche de saint Vincent de Paul. On peut rappeler que trois des sœurs du prélat entrèrent chez les Visitandines, dont le couvent de Paris avait pour aumônier Monsieur Vincent, et François Fouquet appellera l'une d'entre elles pour fonder une maison de cet ordre dans son diocèse de Bayonne (1640).
Il ouvrit le premier séminaire du diocèse de Narbonne, qu'il confia à la direction des pères lazaristes, congrégation créée par Vincent de Paul, comme les Filles de la Charité dont il obtint de celui-ci l'installation à Narbonne en 1659, les premières étant Françoise Carcireux, Anne Denoual et Marie Chesse, pour se consacrer aux malades et aux pauvres de l'hôpital Saint-Paul (Hôtel-Dieu).
Enfin, comme Monsieur Vincent, il fit partie de la compagnie du Saint-Sacrement.
François Fouquet mourut en exil le 19 octobre 1673. Il fut inhumé dans l'église des Clarisses d'Alençon, au pied du maître-autel,. Les États de Languedoc célébrèrent un service en son honneur le 9 janvier 1674 ; le cardinal Pierre de Bonzi officia, et l'oraison funèbre fut prononcée par Hyacinthe Serroni, évêque de Mende. Son tombeau fut détruit durant la Révolution, mais on aurait retrouvé sa dépouille lors de travaux en 1825.

## Iconographie
- Grégoire Huret, Portrait de François Fouquet, gravure[17].